# Aengus
|  | No s'ha de confondre amb Angus. |

Aengus o Angus és un déu de l'amor de la mitologia irlandesa. Se'l representa com un jove angèlic, en una iconografia influïda per l'Eros grec. El seu naixement està lligat al sol; el seu pare Dagda va mantenir relacions amb Boann, qui estava casada i per amagar l'embaràs al seu marit va fer que el sol brillés ininterrompudament durant nou mesos, que van semblar un sol dia als habitants de la Terra i així Angus va poder ser infantat en secret. Angus és el senyor de Brú na Bóinne.

## Mites i llegendes

### La donzella màgica
Este mite conta com Angus va quedar totalment enamorat d'una jove bellíssima que se li apareixia en sons. La primera vegada que açò va succeir va despertar amb el sentiment que l'amava, tant va ser així que no podia ni menjar, però va ser la segona vegada quan, la donzella, acompanyada d'una arpa va tocar una bella melodia, que a l'alba va despertar tan enamorat que va caure malalt d'amor.

Angus va parlar amb sa mare Boann sobre el que li passava i esta va buscar a la noia durant un any sense resultat. Van anar després a parlar amb Dagda, però després d'un altre any ell tampoc va poder trobar-la. Així, doncs, van recórrer finalment a Bov el Rojo, rei dels daanos de Munster i germà de Dagda, el qual després d'un any va aconseguir trobar la donzella en un lloc anomenat el Llac de la Boca del Dragó. 

Angus anà a veurà a Bov perquè li portés junt amb la jove, hostatjant-se en sa casa durant tres dies. A l'arribar al llac veuen cent cinquanta xiques caminant en parelles, cada parella unida per una cadena d'or, entre elles Angus identificà a la seua amada, la qual sobreeixia entre les altres per un cap d'alt. Bov li explicà que ella era Caer, filla d'Ethal Anubal, príncep dels daanos de Connacht. 

Al no tindre Angus prou poder per a raptar-la i per consell de Bov viatja junt amb Dagda a hostatjar-se al castell d'Aliell i Maniev, reis de Connacht i pares d'Ethal. Després d'una setmana amb ells en conèixer el motiu de la visita es neguen a ajudar a Angus, ja que no tenen autoritat sobre Ethal, a pesar d'això li manen un missatge a Ethal demanant la mà de Caer, a la qual cosa este es negà. Davant d'esta negativa, Athel és assetjat per Dagda i Aliell fins que confessa que el motiu de la negativa és que Caer passa alternativament un any com a donzella i al següent com a cigne igual que la resta de les donzelles del llac, i que l'1 de novembre d'eixe any tornarà a convertir-se en cigne.

Angus viatja al llac en eixa data, allí va cridar a Caer per a parlar amb ella i a l'explicar-li qui és ell es veu transformat en cigne, la qual cosa simbolitzava que ella corresponia al seu amor. Després d'açò van volar cap al castell sobre el Boyne, on viurien a partir d'eixe moment, mentre entonaven una preciosa melodia que va fer que qualsevol persona que l'escoltés caigués dormit durant tres dies i tres nits.

### El porc senglar salvatge de Ben Bulben
Dermot li va ser entregat per son pare a Angus perquè es fera major davall la seua atenció en el castell de Boyle. Quan este va créixer va tindre un enfrontament amb el porc senglar salvatge de Ben Bulben el qual va acabar matant a Dermot, però Angus ho ressuscità i tornà amb ell al seu palau.